# Вплив пандемії COVID-19 на харчову промисловість
Пандемія COVID-19 вплинула на харчову промисловість у цілому світі, оскільки уряди приймали рішення про закриття ресторанів та барів, щоб сповільнити поширення хвороби. У всьому світі добова відвідуваність ресторанів та інших закладів громадського харчування різко зменшилась порівняно з тим самим періодом 2019 року. Закриття закладів громадського харчування спричинило хвилевий ефект у суміжних галузях, зокрема виробництво харчових продуктів, виробництво алкогольних напоїв, вина та пива, доставка їжі та напоїв, рибальство, сільське господарство та фермерство.
Проблеми були більш відчутними в промислово розвинутих регіонах, де великі обсяги кількох видів продуктів харчування зазвичай імпортуються за допомогою ощадливих логістичних ланцюжків.
У червні 2020 року ООН попередила, що світ зіткнувся з найгіршою продовольчою кризою за півстоліття у зв'язку з рецесією, спричинену пандемією.

## Глобальний вплив

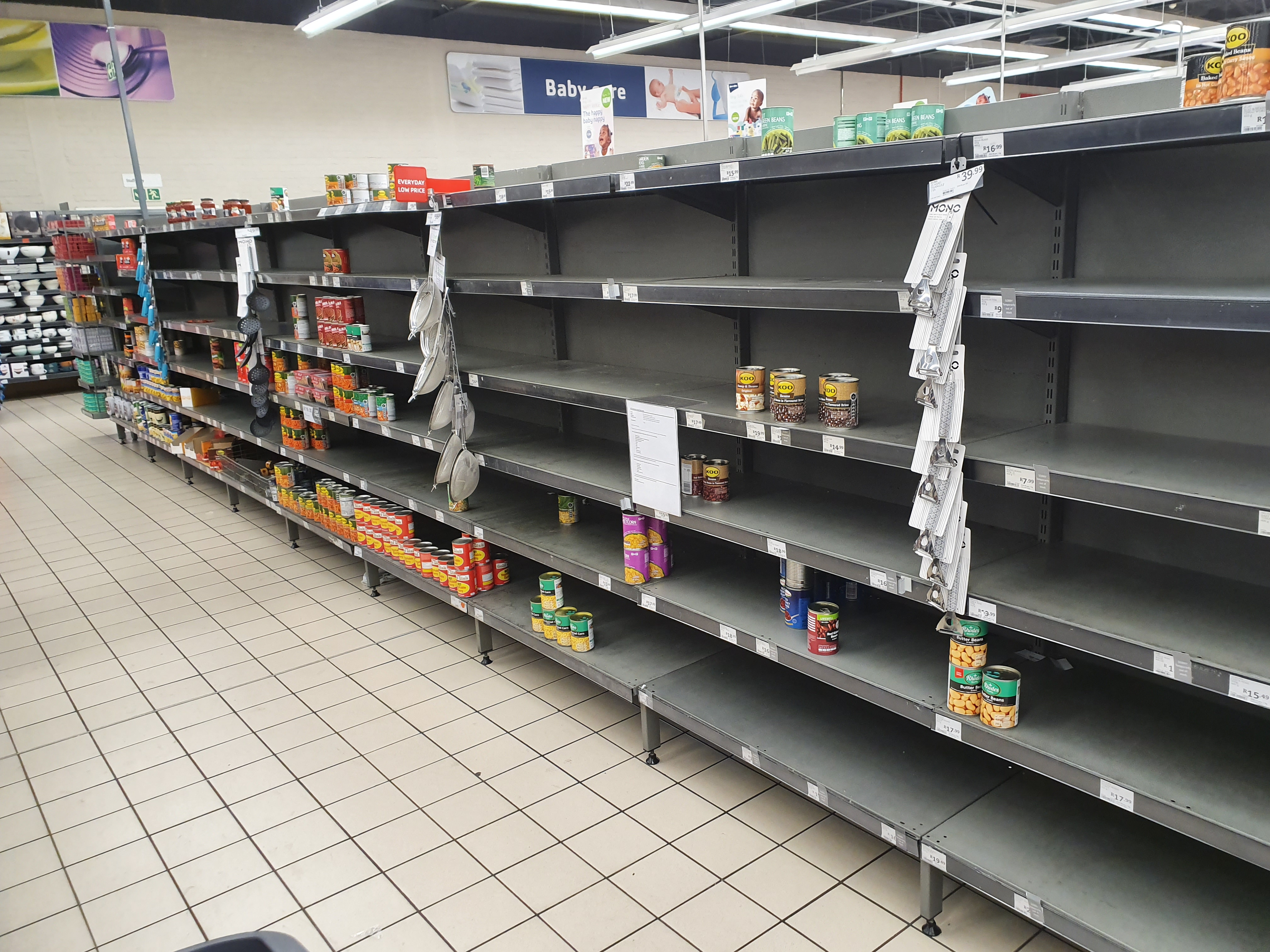
Майже порожні полиці з харчовими продуктами внаслідок панічних покупок у Парлі, Південна Африка

Експерт з глобальної продовольчої безпеки Пітер Александер з Единбурзького університету сказав, що сучасні логістичні системи вільного ринку, поширені в промислово розвинутих регіонах, дуже добре справляються зі збоями в одному місці або раптовою нестачею одного товару, але є більш уразливими до системного шоку, тому що в системі немає слабкого місця та резервів постачання, на які можна було б спертися.
У багатьох місцевостях поширились панічні покупки, що призводило до дефіциту. Були певні перебої в ланцюзі поставок низки товарів; зокрема, багато ручних насосів для пляшок із дезінфікуючим засобом для рук імпортувалися до США з Китаю, і їх не вистачало. Для більшості харчових продуктів у США відбувалося нормальне поповнення запасів, але панічні покупки спричинювали порожні полиці магазинів, що сприяло імпульсу для населення робити запаси. Американська група роздрібної торгівлі продуктами харчування порадила роздрібним торговцям прискорити замовлення та розглянути запровадження нормування відпуску товарів, щоб запобігти спорожнінню полиць магазинів. Роздрібні торговці продуктами харчування, за даними телеканалу «Cheddar», були «одними з найбільш постраждалих від коронавірусу, але одними з небагатьох підприємців, які могли б отримати вигоду від епідемії», принаймні в короткостроковій перспективі. У деяких регіонах спостерігалося зростання цін.
Завезення продуктів харчування до ресторанів і кафе впав у Латинській Америці на 75 %, а ринки Північної Америки та Близького Сходу до кінця березня впали на 90 %. Пізніше, коли попит на певну сільськогосподарську продукцію впав унаслідок карантину та закриття ресторанів, фермери повідомили про надлишок деяких товарів, зокрема картоплі в Нідерландах і молока в американському штаті Вісконсин.
Під час пандемії значно зросла кількість покупок продуктів в Інтернеті. Дрібні фермери розпочали використовувати цифрові технології як спосіб прямого продажу продукції, а сільське господарство розпочало отримувати пряму фінансову підтримку від місцевих органів влади, і всі ці фактори спричинили зростання прямого продажу сільськогосподарської продукції.

## Контроль ризику
Для працівників роздрібної торгівлі на харчових і бакалійних підприємствах Центри з контролю та профілактики захворювань у США та Управління з безпеки та гігієни праці рекомендували конкретні засоби контролю ризику щодо COVID-19, окрім загальних рекомендацій на робочому місці. Для співробітників вони включали заохочення варіантів безконтактної оплати та мінімізацію обробки готівкою та кредитними картками, розміщення готівки на прилавку, а не передачу безпосередньо вручну, а також регулярну дезінфекцію поверхонь, до яких часто торкаються, зокрема робочих станцій, касових апаратів, платіжних терміналів, дверних ручок, столів, стільниць. Роботодавці можуть поставити також екран для захисту від чхання з прохідним отвором у нижній частині шлагбауму в касі та в місцях обслуговування клієнтів, створити умови для використання будь-якої іншої смуги виїзду, перемістити електронний платіжний термінал далі від касира, розмістити візуальні підказки, такі як наклейки на підлозі, щоб вказати, де клієнти повинні стояти під час виїзду; також можна запропонувати альтернативні варіанти дистанційного здійснення покупок, і обмежити максимальну кількість клієнтів біля дверей. Працівники харчоблоків, у яких спостерігаються симптоми шлунково-кишкового або респіраторного захворювання, не повинні брати участь у обробці або приготуванні їжі.
Усі види харчових продуктів потенційно можуть бути заражені при контакті з будь-яким забрудненим обладнанням, поверхнями чи навколишнім середовищем. Належне очищення та запобігання перехресному зараженню є критично важливими для контролю хвороб харчового походження. Коли збудники захворювання осідають на поверхнях раніше забрудненим продуктом (перехресне зараження), аерозолями або дотиком заражених рук чи одягу, вони можуть виживати на неживих предметах, таких як ножі, пилки, транспортні контейнери та конвеєрні стрічки з металу, пластику та дерева. Доведено, що на таких поверхнях коронавіруси залишаються заразними до 9 днів.
Дотримання правил гігієни особливо важливо під час роботи зі свіжими продуктами, які можна вживати сирими та/або без будь-якої подальшої обробки. Це включає свіжі фрукти та овочі, та готові до вживання харчові продукти для споживання без подальшої термічної обробки. Вони можуть бути особливо чутливі до забруднення з навколишнього середовища та від осіб, які займаються обробкою їжі. Щоб звести до мінімуму ризик впливу будь-яких харчових бактерій і вірусів, необхідно тримати в чистоті середовище, обладнання та інструменти, які контактують з їжею, дотримуватись правил миття рук, розділяти сирі та варені продукти та використовувати чисту воду.

## Вплив за країнами

### Австралія

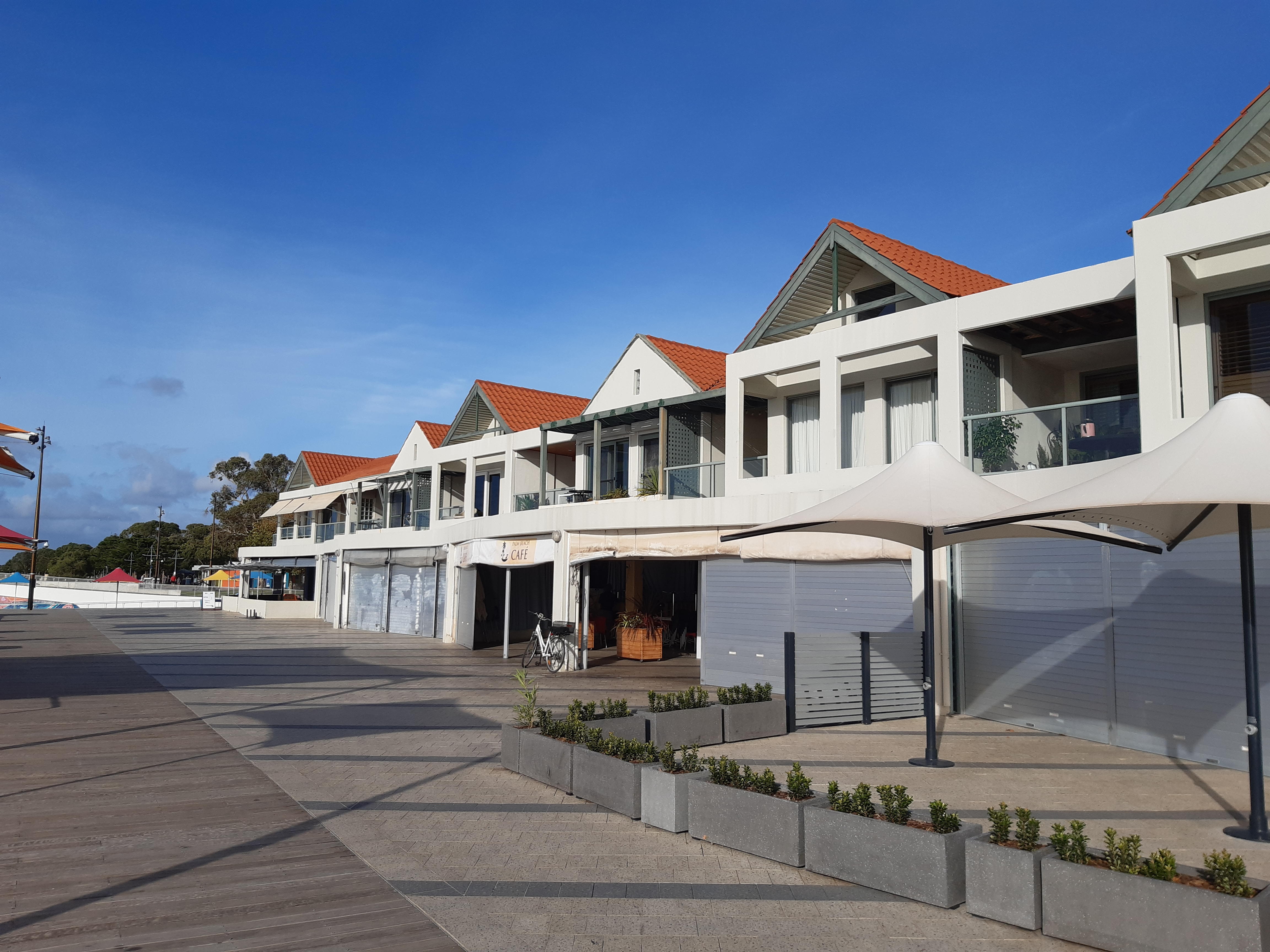
Ресторани в Західній Австралії здебільшого були закриті внаслідок пандемії

У Мельбурні міська влада оголосила про пакет допомоги ринку королеви Вікторії. За даними сайту Eater, поширювалися петиції, які закликали уряд штату врятувати галузь.

### Бразилія
23 березня 2020 року Бразильська асоціація барів і ресторанів) повідомила, що понад 3 мільйони працівників можуть втратити роботу протягом наступних 40 днів.

### Канада

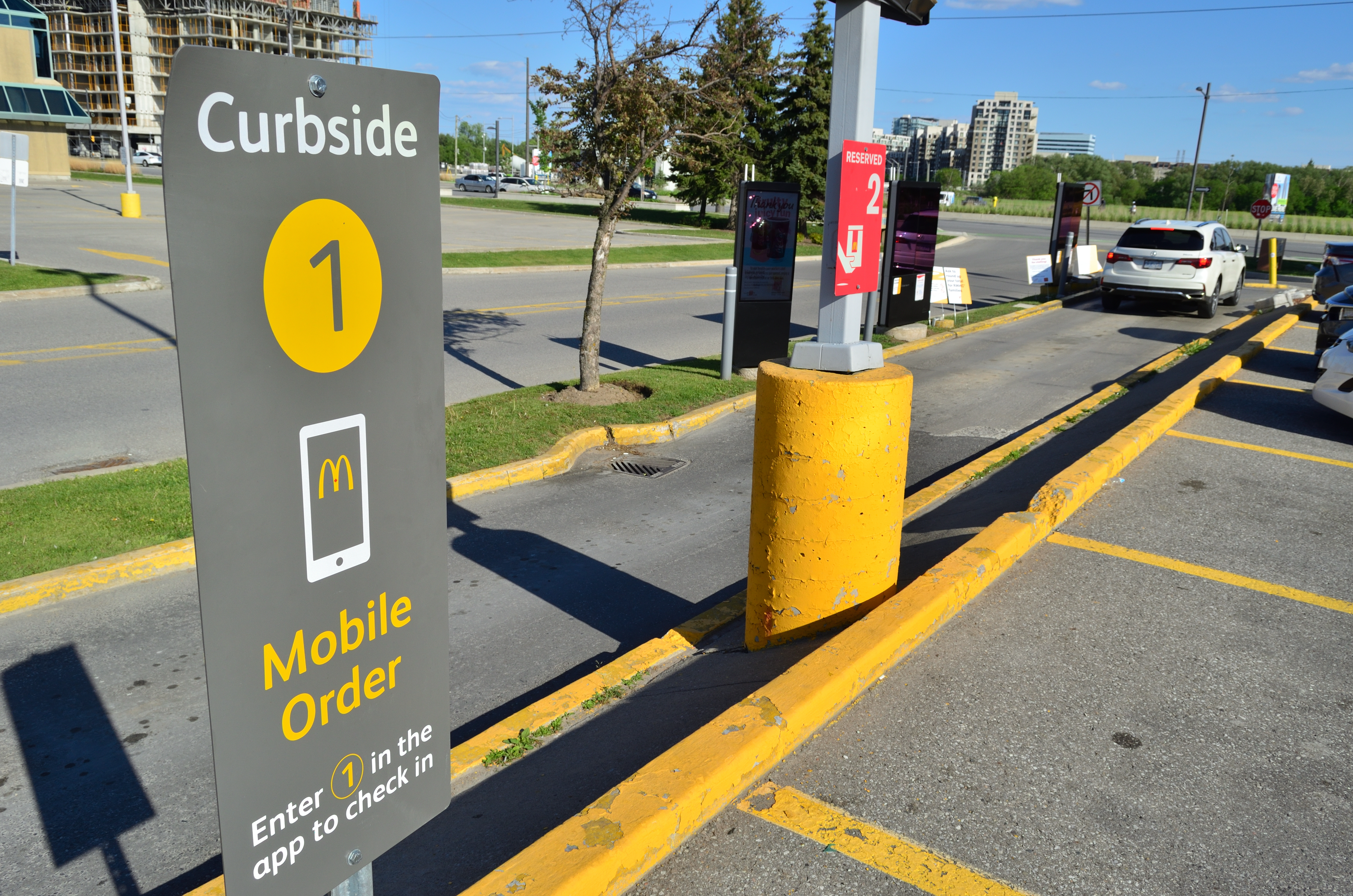
Виїзд з вулиці біля McDonald's у Маркгемі, Онтаріо

Станом на 17 квітня 2020 року 15 % заражень в Альберті (358 випадків) були пов'язані з м'ясопереробним заводом компанії «Cargill» у Гай-Рівер. Сам спалах захворювання був пов'язаний із працівником закладу тривалого догляду, який мав тісний контакт із працівником заводу в родині. 20 квітня компанія «Cargill» зупинила завод.

### Китай

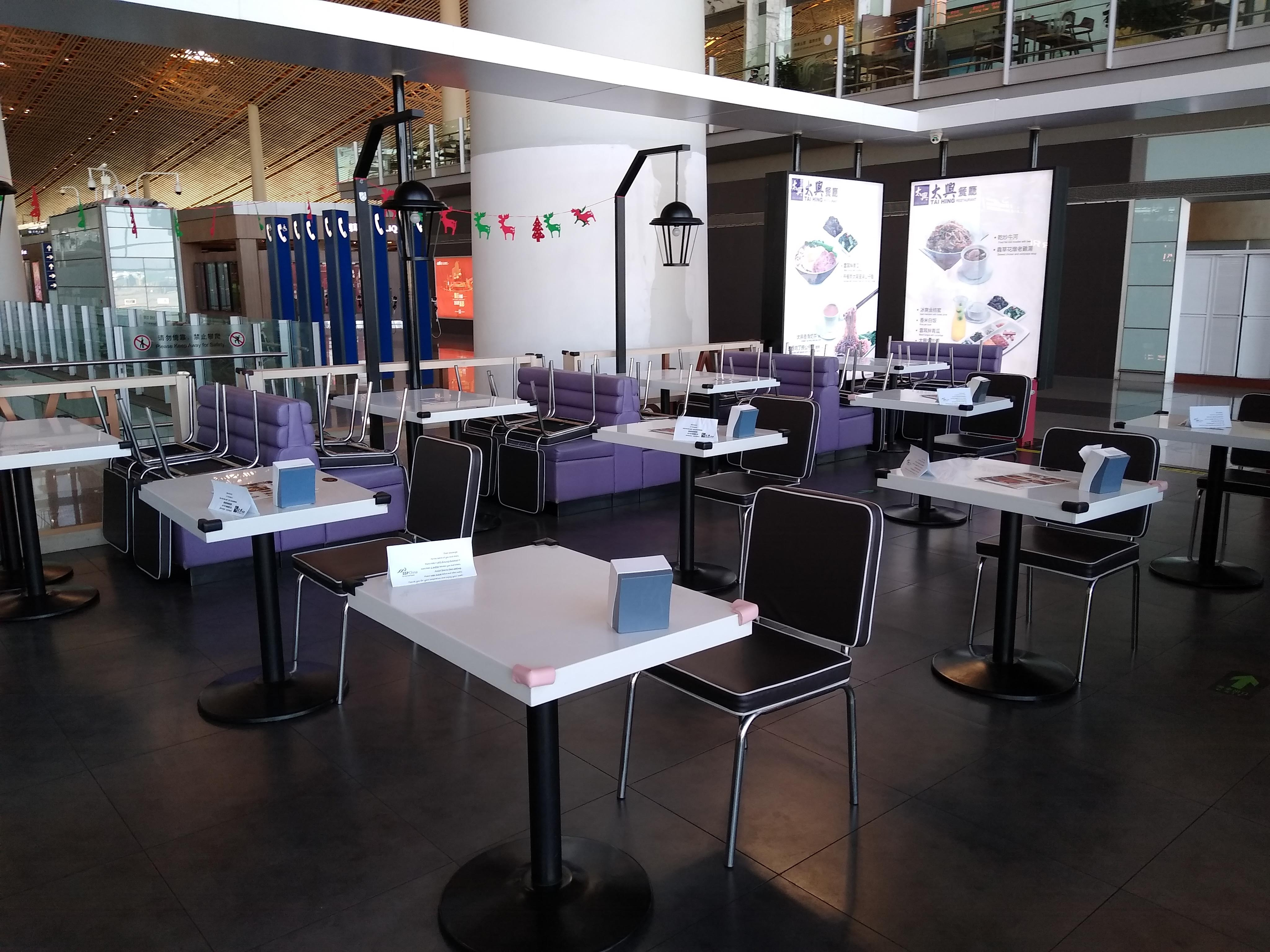
Ресторан у Китаї під час пандемії, де стільці та столи переставили на мінімально безпечну відстань між клієнтами

Компанії «Starbucks», KFC, «Pizza Hut» і «McDonald's» закрили ресторани в Ухані та Хубеї до 27 січня. Оскільки закриття відбулося безпосередньо перед святкуванням Нового року за місячним календарем, і за словами керівника відділу вивчення Китаю в Центрі стратегічних і міжнародних досліджень Джуда Бланшетта вони відбулися, «ймовірно, в найгірший час для Китаю». Місячний Новий рік станом на 2020 рік вважався найважливішою економічною подією Китаю, витрати в 2019 році склали 150 мільярдів доларів США. У 2020 році сектор послуг становив 52 % економіки Китаю.
До 24 березня «Starbucks» знову відкрила 95 % із 2000 закритих ресторанів, у тому числі частину в Ухані. Компанія повідомила, що очікує зниження доходів у другому фінансовому кварталі на 400 мільйонів доларів або й більше через закриття закладів у Китаї.
До спалаху приблизно 54 % респондентів купували їжу та продукти в супермаркетах. Під час пандемії частка споживачів, які купують продукти харчування в супермаркетах, впала до 35 %, а частка продуктів, куплених на фермерських ринках, різко впала з 23 % до 10 %. На противагу цьому кількість споживачів, які купували їжу та продукти онлайн, зросла до 38 до 11 %.

### Франція
За висловом сайту Eater, «весь ланцюг французької індустрії харчування може стати менш самобутнім і більш корпоративним, оскільки виживають лише великі ресторанні групи, такі як „Alain Ducasse“, і великі промислові виробники продуктів харчування».

### Німеччина
Мережа закладів швидкого обслуговування «Vapiano» оголосила 20 березня про свою неплатоспроможність і, ймовірно, їй доведеться оголосити про банкрутство, звернувшись до уряду Німеччини по допомогу.

### Угорщина
Згідно даних сайту Eater, ресторани в Будапешті сильно залежать від туризму і, швидше за все, не виживуть.

### Індія
23 березня 2020 року Національна асоціація ресторанів Індії звернулася до міністерства фінансів з проханням про допомогу галузі. Економічна вартість галузі оцінюється в 4238,65 мільярдів рупій.

### Ірландія
До 15 березня в Ірландії закрили всі бари та паби. 22 березня повідомлено, що всі торгові точки мережі «McDonald's» в Ірландії будуть закриті з 19:00 23 березня. Наступного дня після повідомлення «McDonald's» мережа кав'ярень «Costa Coffee» та мережаин із своїх ірландських торгових закладів у Дубліні. Ірландська мережа ресторанів швидкого харчування" Supermac's" повідомила того ж самого дня, коли закрили «Costa Coffee» та «Subway», що він закриє всі свої ресторани до вечора 26 березня; вона мала на меті затримати закриття, щоб дати екстреним службам можливість спланувати, де вони будуть харчуватися, але закрила зони відпочинку ще цієї ж ночі. У серпні 2020 року «McDonald's», «Supermac's», «Costa Coffee», «Subway» і «Krispy Kreme» відновили роботу, забезпечуючи можливість роботи на винос та доставки додому або роботу через сервіси доставки.
Оскільки 29 червня розпочався третій етап урядової дорожньої карти боротьби з поширенням хвороби, усі ресторани та кафе відновили роботу, можуть подавати їжу на території закладу, та запровадили суворі заходи соціального дистанціювання та дезінфекції. Паби та бари відповідно до постанови уряду Ірландії та управління туризму Ірландії відновлювали роботу лише в тому випадку, якщо в них подавалися «основні» страви вартістю щонайменше 9 євро. Невдовзі готельні та ресторанні заклади в закритих приміщеннях знову закрилися в жовтні після того, як уряд запровадив загальнонаціональний шеститижневий карантин. 4 грудня тисячі ресторанів, кафе та інших закладів харчування знову відкрилися після 6 тижнів закриття. Напередодні Різдва всі ресторани, кафе та інші заклади харчування знову зачинилися о 15:00 після відновлення карантину щонайменше до 12 січня 2021 року після того, як в Ірландії розпочалась третя хвиля COVID-19. Унаслідок неодноразового продовження карантину вони залишалися закритими протягом перших 5 місяців 2021 року.
Згідно з урядовим планом відновлення роботи закладів, протягом травня та червня 2021 року усі бари, ресторани та кафе знову відкрилися для обслуговування на відкритому повітрі 7 червня, тоді як обслуговування в приміщенні залишалося закритим. 29 червня унаслідок швидкого зростання кількості випадків інфікування варіантом Дельта уряд оголосив, що заплановане відновлення роботи закладів харчування у закритих приміщеннях і розпивання алкогольних напоїв у ресторанах і пабах на 5 липня буде відкладено. Після подальших затримок уряд зрештою схвалив постанову про відновлення роботи закладів харчування в приміщеннях із підтвердженням статусу для тих, хто був вакцинований або одужав від COVID-19, тоді як осіб молодше 18 років повинен супроводжувати повністю вакцинована особа. 21 липня було підтверджено, що в понеділок, 26 липня, відновлюється дозвіл на користування пабами і ресторанами для повністю вакцинованих осіб і осіб, які одужали від COVID-19, після того, як президент Майкл Гіґґінс підписав закон з цими поправками.

### Італія
За словами сайту Eater, значна частина приватного виробництва їжі в Італії сильно залежить від туризму, як прямо, так і опосередковано через ресторани, і може не вижити.
У середині липня 2022 року італійська франшиза «Domino's Pizza» «EPizza SpA» закрила всі 29 своїх магазинів. У квітні 2022 року компанія оголосила про банкрутство після двох років падіння продажів внаслідок карантинних обмежень та конкуренцію з боку місцевих мереж піцерій і ресторанів, які почали використовувати програми доставки їжі у відповідь на епідемію COVID-19 в Італії.

### Японія
Індекс поширеності ресторанів (яп. 飲食関連DI, inshoku kanren dhīai) у березні 2020 року впав до 0,7, що було найгіршим значенням за всю історію. 2 квітня 2020 року мережа ізакая у стилі якіторі «Торікізоку» (яп. 鳥貴族) повідомила, що вона закриє усі 394 свої магазини з 4 квітня до 6 травня. Мережа «Doutor Coffee» закрила всі близько 250 своїх магазинів у 7 префектурах (Токіо, Тіба, Сайтама, Канагава, Осака, Хіого та Фукуока), в яких з 8 квітня було запроваджено надзвичайний стан. Мережа «Starbucks» також закрили всі свої близько 850 магазинів у 7 префектурах з 9 квітня. Мережа «Tully's Coffee» закрила близько 400 своїх магазинів у 7 префектурах і близько 50 своїх магазинів у 6 префектурах (Хоккайдо, Ібаракім Ісікава, Гіфу, Айті та Кіото), які на той час названі «префектурами особливого тривоги», з 16 квітня по 6 травня та з 23 квітня по 6 травня відповідно. Міністерство сільського, лісового та рибного господарства попросило людей пити більше молока, щоб зменшити його утилізацію. За даними веб-сайту мережі сімейних ресторанів «Джойфулл» (яп. ジョイフル), з липня 2020 року в Японії внаслідок поширення по всій країні з лютого 2020 року COVID-19 було закрито 200 ресторанів. Мережа ресторанів у західному стилі «Khtchen Jiro» офіційно підтвердила повідомлення 3 вересня про те, що з 30 вересня внаслідок поширення COVID-19 у Японії всі магазини мережі буде закрито. Згідно з заявою веб-сайту від 12 листопада великої ресторанної мережі «Skylark», закрито 200 закладів мережі із листопада 2020 року до 2021 року, в той же день закрились ресторани мережі «Ізакая» (бар у японському стилі), а з 15 січня 2021 року закрився 61 ресторан мережі «Monterosa», обидва ці закриття були наслідком поширення COVID-19 по всій країні з березня 2020 року.

### Малайзія
Мережа McDonald's у середині березня 2020 року тимчасово закрила свої ресторани в країні після запровадження карантинних обмежень на пересування, і заклади мережі обслуговували клієнтів виключно на винос. Незважаючи на пізніше часткове послаблення обмежень, яке названо умовним обмеженням пересування, яке розпочало діяти з 4 травня, і дозволяло ресторанам проводити обслуговування в закладі, мережа «McDonald's» відмовлялася проводити обслуговування всередині усіх своїх ресторанів, посилаючись на безпеку як на головний пріоритет, і продовжувала обслуговувати клієнтів на винос.
Унаслідок розпорядження про контроль за переміщенням осіб, яке було запроваджено з середини березня, багато ресторанів, кафе, пекарень і магазинів у Куала-Лумпурі, Селангорі та Муарі постраждали внаслідок пандемії, що стало причиною того, що багато компаній припинили існування або були ліквідовані, і ці магазини розміщували банер про те, що приміщення продається чи здається в оренду, хоча деякі магазини були закриті ще за кілька днів до запровадження жорстких карантинних заходів. Однак не всі ліквідовані заклади встигли розмістили оголошення, оскільки їхній договір оренди ще не закінчився. Закриття компаній пояснювалося карантином і комендантською годиною, що заважало багатьом людям обідати та вечеряти в ресторанах у нічний час, що ще більше обтяжилося високою орендною платою та відмовою орендодавця її зменшити.
У Субанг-Джая виробництво бульбашкового чаю є однією з галузей харчової промисловості, яка найбільше постраждала від пандемії COVID-19. Згідно зі спостереженням «Malay Mail», репортер виявив, що в районі SS15, який добре відомий за великою кількістю закладів з приготування бульбашкового чаю, тому неофіційно називається «Bubble Tea Street» або «Boba Street», 15 із 20 магазинів бульбашкового чаю, які постійно працювали в цьому районі, були зачинені. У той час як закриття цих магазинів бульбашкового чаю пояснювалося тим, що їх цільова демографічна група, головним чином студенти університетів і молоді спеціалісти, які не могли навчатися та працювати в цій зоні під час обмеження пересування в цьому районі, яке заважало багатьом людям відвідувати їхні магазини, і було ще більше посилене зростанням ціни на оренду внаслідок джентрифікації, спричинену бумом магазинів бульбашкового чаю, з 3000 малайзійських рингітів у 2014 році до 12000 малайзійських рингітів у травні 2020 року, що призвело до того, що багато компаній, які переживають труднощі, не могли платити орендну плату протягом пандемії, однак, коли кореспондент «Malay Mail» поспілкувався з анонімним працівником з контролю якості анонімної компанії бульбашкового чаю, той заперечив, що вплив пандемії є справжньою причиною закриття магазинів бульбашкового чаю, оскільки ці магазини — це продуктові магазини, які відносяться до категорії, якій дозволено працювати під час карантину, але натомість зазначається, що відсутність бажання власника підтримувати власні магазини бульбашкового чаю є основною причиною закриття магазинів бульбашкового чаю. Частина користувачів мережі відреагували на закриття як на передбачуваний факт, один із користувачів сказав, що закриття закладів триватиме, незважаючи на стримування поширення хвороби, тоді як інші схвалили закриття як надію знизити рівень поширеності діабету серед малайзійців, і вважали бульбашковий чай не життєво необхідним товаром.
Незважаючи на те, що деякі ресторани пережили наслідки пандемії, та знову відкрилися з обслуговуванням всередині приміщень, однак також повідомлялося, що багато клієнтів продовжували або стояти в черзі за замовленнями на винос, або використовувати систему онлайн-замовлень їжі для доставки додому.

### Нова Зеландія
25 березня 2020 року в Новій Зеландії уряд оголосив м'ясні магазини закладами, робота яких не є життєво необхідною. Згідно з планом протиепідемічних заходів Нової Зеландії від 2017 року, «Retail Meat New Zealand» та інші організації координуватимуть свою роботу з урядом, щоб підтримувати запаси основних продуктів харчування в точках продажу.

### Філіппіни
Окремі заклади швидкого харчування та мережі ресторанів на Лусоні продовжували працювати під час посиленого карантину на острові. Ті точки, які залишилися відкритими, продовжували приймати замовлення на винос та доставку. Служби доставки їжі, такі як «GrabFood» і «FoodPanda», тимчасово припинили роботу, але згодом відновили роботу в Лусоні протягом періоду карантину.

### Швеція
За даними сайту Eater, у ресторанній індустрії Швеції «є відчуття повного відчаю», але також високий рівень товариськості серед рестораторів, які пробують нові ідеї, намагаючись вижити.

### Туреччина
21 березня міністерство внутрішніх справ країни повідомило, що з опівночі ресторани, заклади харчування та кондитерські будуть закриті для відвідувачів і зможуть пропонувати лише доставку додому та винос.

### Велика Британія
Прем'єр-міністр Великої Британії Борис Джонсон 16 березня 2020 року рекомендував громадянам триматися подалі від барів, клубів і ресторанів. Ресторанна індустрія є третім за величиною роботодавцем Великої Британії. 20 березня повідомлено про надання допомоги працівникам ресторанного бізнесу, але кошти не будуть доступні до кінця квітня.
Згідно з публікацією «The Guardian», ресторани постаралися переосмислити свою діяльність, змінивши свої бізнес-моделі, щоб адаптуватись до реалій урядових обмежень. Ресторани перетворилися на заклади видачі їжі на винос, магазини бакалії, магазини делікатесів. Інші [продавали] продуктові корзини, набори свіжої їжі або пропонували кулінарні курси.
23 березня мережі McDonald's і KFC закрили всі ресторани у Великобританії та Ірландії.
24 березня мережа «Greggs» повідомила, що закриє всі свої близько 2 тисячі магазинів, незважаючи на те, що після заклику закрити всі ресторани та кафе вони перетворились на магазини їжі на винос. Майже половина харчових продуктів Великої Британії була імпортована. Кілька постачальників для ресторанів перейшли на моделі прямого споживання.

### США

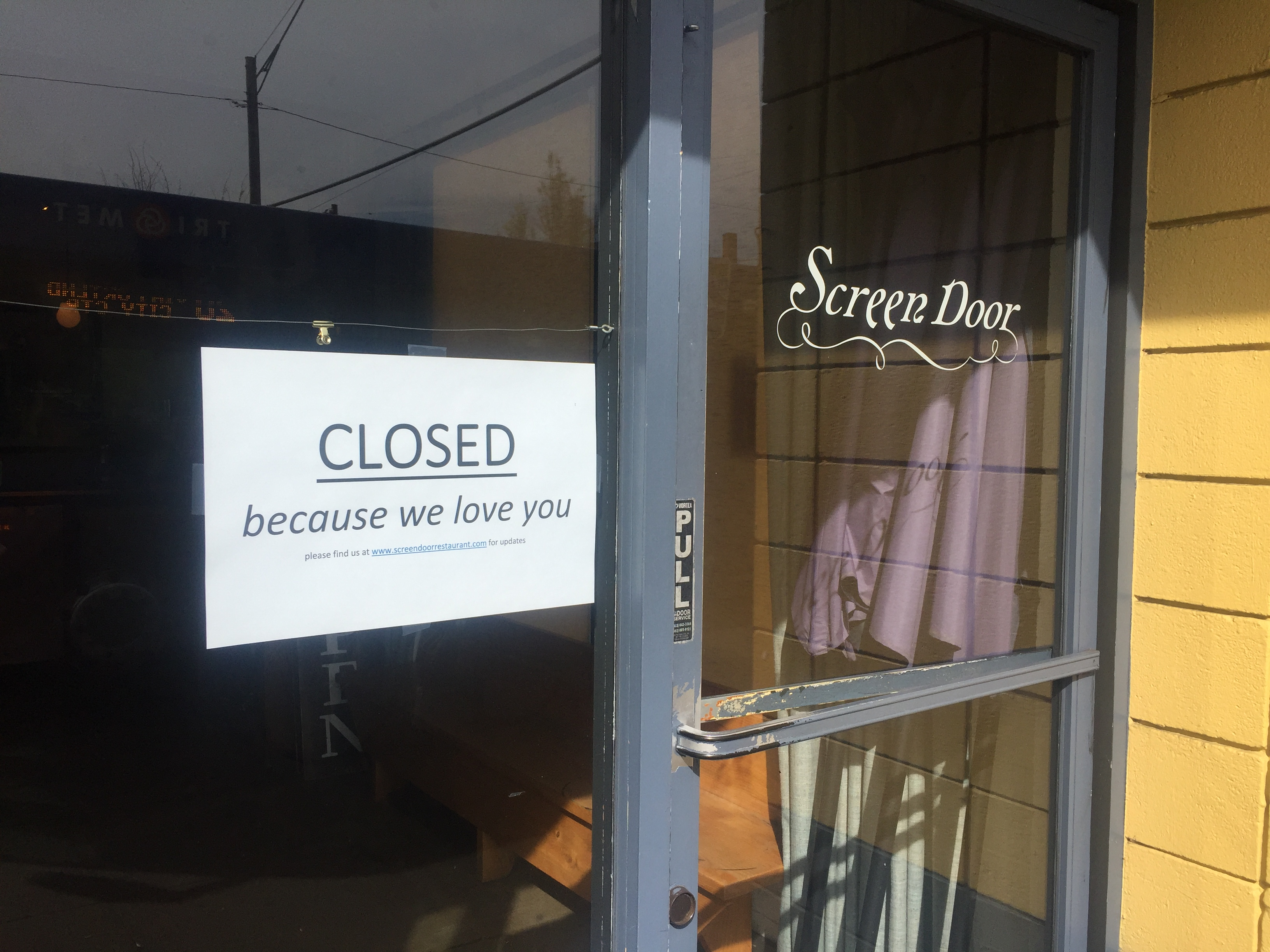
Вивіска із зазначенням закриття закладу «Screen Door» у Портленді, штат Орегон, внаслідок пандемії.

Пандемія коронавірусної хвороби вплинула на харчову промисловість США внаслідок закриття закладів постановами уряду, що призвело до звільнень працівників і втрати доходу для ресторанів і власників. Це значно вплинуло на роздрібну торгівлю продовольчими товарами: у деяких регіонах ще 2 березня спостерігалася паніка.
Закриття вплинуло на постачання їжі та напоїв. На початку квітня 2020 року, коли в продуктових магазинах відчувався дефіцит молочних продуктів, фермери, чиїми основними клієнтами були заклади громадського харчування, демпінгували ціну на молоко через відсутність попиту. За словами економіста молочної промисловості Корнелла Крістофера Вольфа, «якщо у вас є фабрика, створена для виробництва сметани для продажу в мексиканських ресторанах, ви не можете просто вирішити, що завтра ви виготовите морозиво і надішлете його до продуктового магазину». М'ясопереробна компанія «Tyson Foods» тимчасово припинила роботу в квітні, оскільки багато її працівників заразилися коронавірусом, і очікувалося, що фермери просто заб'ють багатьох тварин, не маючи куди їх продавати на м'ясо.
За словами Юкі Ногучі з NPR, «практично кожен ресторан по всій країні одразу значно постраждав, що робить цю катастрофу унікальною». Експерти галузі попереджали, що багато малих підприємств не зможуть оговтатися після закриття без допомоги уряду. Станом на 17 березня 2020 року очікувалося, що вплив на загальний стан галузі буде великим, оскільки останніми роками американці витрачали більше в ресторанах, ніж у продуктових магазинах. Головний економіст Національної асоціації оптових торговців пивом Лестер Джонс сказав: «Це дуже важлива та травматична подія для ресторанів, барів, таверн і індустрії в цілому». Представник Ради спиртних напоїв Сполучених Штатів Кріс Свонгер сказав: «Вплив на нашу галузь буде дуже, дуже важким. Це буде справжнім економічним викликом не лише для виробників спиртних напоїв Сполучених Штатів, але, безумовно, і для малих підприємств, ресторанів і барів». Шон Кеннеді з Національної асоціації ресторанів 19 березня назвав закриття «ідеальним штормом» для галузі, зазначивши, що три основні проблеми для рестораторів — це короткостроковий доступ до готівки, середньо- та довгостроковий доступ до кредиту, та податкові пільги після завершення карантину. Інвестор у два ресторани в Нью-Йорку в інтерв'ю «New York Post» сказав:
«Така ситуація апокаліптична для ресторанного бізнесу. Яким сумним було б місто, якби єдиними місцями, що вціліли, були ланцюги? Навіть думка про це мене вводить у депресію.» — Марк Амадей.
Оригінальний текст (англ.)
This situation is apocalyptic for the restaurant business. How sad would the city be if the only places that survived were chains? It makes me depressed to even think about it.
20 березня газета «New York Times» повідомила, що аналітики галузі передбачають, що 2/3 ресторанів не виживуть, і не виживуть 75 % ресторанів, які не входять до мереж. 26 березня 11 % ресторанів очікували остаточного закриття протягом наступних 30 днів.
За прогнозами Національної асоціації ресторанів, головної торгової асоціації цієї галузі в Сполучених Штатах, у 2020 році обсяг продажів ресторанної індустрії США мав скласти 899 мільярдів доларів. Приблизно 99 % компаній у галузі є сімейними малими підприємствами з менш ніж 50 працівниками. Станом на лютий 2020 року в галузі в цілому було зайнято понад 15 мільйонів осіб, що становить 10 % безпосередньо робочої сили. Це другий за величиною приватний роботодавець у країні та третій за величиною роботодавець у цілому. За словами ресторатора з Огайо Брітні Рубі Міллер, він опосередковано працював ще близько 10 % працюючих, якщо врахувати залежні підприємства, такі як виробники продуктів харчування, вантажні перевезення та служби доставки. У штатах Делавер та Массачусетс кожен десятий працівник був зайнятий у ресторанному господарстві. У Північній Кароліні 11 % працівників зайняті в харчовій промисловості. Станом на 2016 рік у Техасі 12 % працівників були зайняті в галузі виробництва їжі.
Журнал «Forbes» 19 березня 2020 року оцінив втрату робочих місць у ресторанній індустрії в мільйони людей. Національна асоціація ресторанів оцінила ймовірні втрати робочих місць у 5—7 мільйонів.
Експерти галузі 18 березня прогнозували 225 мільярдів доларів прямих збитків, і повний негативний економічний ефект у 675 мільярдів доларів внаслідок додаткових доходів, отриманих в інших частинах економіки, куди переходять гроші клієнтів, які раніше відвідували ресторани.
У липні 2020 року мережа «Dunkin' Donuts» оголосила про остаточне закриття 800 магазинів, оскільки закриття через пандемію вплинуло на доходи мережі. Мережа «California Pizza Kitchen» подала заяву про банкрутство. «NPC International», «CEC Entertainment» і «Le Pain Quotidien» також подали заяву про банкрутство.

#### Хронологія
У матеріалі від 28 лютого 2020 року про те, як ресторани можуть підготуватися до можливої пандемії, видання «Restaurant Business» процитувало головного операційного директора фірми Рослін Стоун, яка описала реакцію на кризу для ресторанів, та сказала: «Перспектива глобальної пандемії вже привернула увагу до ресторанів. і тенденція до того, що працівники приходять на роботу хворими. Хоча все більше мереж почали відпускати працівників на лікарняні, оскільки пропозиція робочої сили зменшилася, для компаній стає дедалі важливішим змінити свою культуру, щоб працівники не працювали під час хвороби».
Стаття від 3 березня 2020 року в «Nation's Restaurant News» охарактеризувала галузь як готову до впливу коронавірусу.
У неділю, 15 березня, губернатор Огайо Майк Девайн і директор департаменту охорони здоров'я Огайо Емі Ектон наказали закрити всі бари та ресторани, щоб уповільнити поширення коронавірусу, заявивши, що уряд «заохочує ресторани пропонувати послуги доставки або роботи на винос, але забороняється, щоб люди збиралися на підприємствах». Девайн сказав, що прийняв таке рішення «після того, як до нього звернулися громадяни з усього штату, які ділилися фотографіями та відео переповнених барів у суботу ввечері, незважаючи на попередження про соціальне дистанціювання та указ губернатора, який обмежує зібрання кількістю в 100 осіб». Місто Лос-Анджелес закрило всі ресторани та бари пізніше того ж вечора, а Нью-Йорк повідомив, що всі ресторани та бари закриються до наступного вівторка, обидва міста також дозволили винятки для обслуговування на винос та доставки їжі.
Наступного дня Іллінойс, Нью-Джерсі, штат Нью-Йорк, Коннектикут, Кентуккі, Пенсільванія, Меріленд і Вашингтон наслідували цей приклад. 18 березня Національна асоціація ресторанів попросила федеральний уряд надати допомогу ресторанам і їх працівникам. До 21 березня щонайменше 25 штатів закрили ресторани та бари. До 22 березня їх кількість зросла до 38. В інших штатах у великих містах закрили бари та ресторани, які обслуговували відвідувачів у залах, і обмежили їх обслуговуванням на винос і доставкою продуктів.

#### Наслідки для роботи сфери та реакція на епідемію
Часткове, а не повне закриття ресторанів означало, що закриття не призвело до страхування переривання діяльності багатьох ресторанів; в частині інших страхових полісів були пункти, що виключали покриття на випадок епідемій, дій цивільної влади, або завдання фізичної шкоди майну ресторанів. Багато працівників було звільнено, і в цьому секторі лікарняних листів мали значно менше працівників порівняно з аналогічними секторами. Газета «The New York Times» охарактеризувала закриття як такі, що вплинули на «всі прошарки галузі, від власників та їхніх знаменитих шеф-кухарів до офіціантів і офіціанток, барменів і викидайл, яким фактично загрожують звільнення та, можливо, не в змозі платити орендну плату».
Хвороба поширилася на сотні м'ясопереробних заводів у США, що призвело до закриття деякі підприємства та спричинило десятки тисяч хворих і десятки смертей серед працівників м'ясопереробних підприємств. Генеральний директор «Smithfield Foods» Кеннет Салліван сказав, що це створює ризики для ланцюга постачання м'яса; компанія закрила щонайменше 3 заводи через велику кількість хворих працівників.
Сайт довідників і оглядів Yelp у липні 2020 року оголосив, що 60 % ресторанів США, які повністю закрилися під час пандемії, зазначили ці закриття як постійні для майже 16 тисяч ресторанів до 24 липня.

#### Урядові заходи
Кілька державних і місцевих органів влади запропонували пакети допомоги для працівників і ресторанів. 19 березня президент США Дональд Трамп зустрівся по телефону з керівниками мережевих ресторанних компаній, але незалежні франшизи не були включені до цього списку. Серед учасників були ресторани «Domino's Pizza», «McDonald's», «Wendy's», «Yum Brands» і «Darden», а також представники Міжнародної асоціації франчайзингу та Національної федерації роздрібної торгівлі.
На початку травня 2020 року в Конгресі США було запропоновано закон, що дозволяє американцям користуватися програмою SNAP у ресторанах. На першому етапі цієї програми пільги на харчування можна було отримати лише в ресторанах, які беруть участь у державній «Програмі ресторанного харчування». Запропонований закон про «SNAP CARRY» містить положення щодо розширення доступу до ресторанної програми під час надзвичайних ситуацій, таких як пандемія.
Серед подібних новин у світі, у 2021 році Асоціація франчайзингу якості опублікувала звіт про вплив пандемії на франчайзинговий сектор Великої Британії з опитуванням як франчайзера, так і франшиз з різних секторів.

## Покупки та поширення коронавірусу
Особи, які продовжували робити покупки під час пандемії коронавірусу 2019—2022 років, мали підвищений ризик зараження COVID-19. Під час пандемії продуктові магазини та аптеки продовжують залишатися відкритими та приваблюють натовпи покупців, таким чином створюючи потенціал для подальшого поширення інфекції. Деякі магазини та аптеки встановили обмеження для покупців задля заохочування соціального дистанціювання, наприклад обмеження місткості, обов'язкові маски для відвідувачів і співробітників, вимірювання температури перед входом, або заборона на вхід дітей віком до 16 років.